# Cambio di direzione
Cambio di direzione (Big Shot) è una serie televisiva statunitense creata da David E. Kelley, Dean Lorey e Brad Garrett per Disney+. La serie ha come protagonista John Stamos e ha debuttato il 16 aprile 2021.

## Trama
Dopo essere stato cacciato dalla NCAA a causa del suo temperamento irascibile, il coach Marvyn Korn ha l'occasione di riscattarsi allenando una squadra di basket di un liceo privato femminile. Nonostante l'iniziale diffidenza, Marvyn impara a conoscere le ragazze e capisce di dover essere più di un coach per loro, le quali iniziano lentamente a trovare la fiducia in sé stesse necessaria per vincere.

## Episodi
| Stagione         | Episodi | Pubblicazione | Pubblicazione Italia |
| ---------------- | ------- | ------------- | -------------------- |
| Prima stagione   | 10      | 2021          | 2021                 |
| Seconda stagione | 10      | 2022          | 2022                 |

## Personaggi e interpreti

### Principali
- Marvyn Korn, interpretato da John Stamos: allenatore della squadra di basket della Westbrook School for Girls.
- Holly Barrett, interpretata da Jessalyn Gilsig: assistente allenatrice.
- George Pappas, interpretato da Richard Robichaux: il consulente scolastico della Westbrook.
- Emma Korn, interpretata da Sophia Mitri Schloss: la figlia di Marvyn.
- Louise Gruzinsky, interpretata da Nell Verlaque: la giocatrice più promettente, figlia del principale sponsor della squadra.
- Destiny Winters, interpretata da Tiana Le: una delle giocatrici che sviluppa un forte legame con Korn.
- Olive Copper, interpretata da Monique Green: una delle giocatrici, è appassionata di social media e vorrebbe diventare una influencer.
- Carolyn "Mouse" Smith, interpretata da Tisha Custodio: studentessa della Westbrook e una delle giocatrici delle Westbrook Sirens.
- Samantha "Giggles" Finkman, interpretata da Cricket Wampler: studentessa della Westbrook e una delle giocatrici delle Westbrook Sirens.
- Sherilyn Thomas, interpretata da Yvette Nicole Brown: la preside della Westbrook School for Girls.

### Ricorrenti
- Harper Schapira, interpretata da Darcy Rose Byrnes: una studentessa interessata al giornalismo.[3]
- Terri Grint, interpretata da Toks Olagundoye: insegnante di scienze politiche della Westbrook in costante conflitto con Korn.
- Lucas Gruzinsky, interpretato da Dale Whibley: il fratello di Louise e interesse amoroso di Emma.
- Dylan, interpretato da Emery Kelly: il migliore amico di Louise.[4]
- Miss Goodwyn, interpretata da Kathleen Rose Perkins: l'insegnante di teatro.[5]
- Coach McCarthy, interpretata da Camryn Manheim: la coach delle Carlsbad Cobras, avversarie delle Westbrook Sirens.[6]
- Christina Winters, interpretata da Keala Settle: la madre di Destiny.[4]

### Guest star
- Larry Gruzinsky, interpretato da Michael Trucco
- Mrs. Gruzinsky, interpretata da Tricia Helfer
- Nonna di Destiny, interpretata da Marla Gibbs[3]

## Produzione

### Sviluppo
Nell'ottobre 2019 Disney+ ordinò la produzione di una stagione completa di dieci episodi di Big Shot, una serie dramedy con protagonista John Stamos incentrata sul mondo del basket femminile. La serie è basata su un'idea originale di Brad Garrett; Garrett presentò l'idea a David E. Kelley, che sviluppò il progetto insieme a Dean Lorey.

### Casting
Nel mese successivo all'annuncio venne confermato il cast principale della serie, composto da Stamos, Shiri Appleby nel ruolo dell'assistente coach, Yvette Nicole Brown nel ruolo di Sherilyn Thomas, Richard Robichaux nel ruolo di George Pappas, Sophia Mitri Schloss nel ruolo di Emma Korn, Nell Verlaque nel ruolo di Louise Gruzinsky, Tiana Le nel ruolo di Destiny Winters, Monique Green nel ruolo di Olive Cooper, Tisha Custodio nel ruolo di Carolyn "Mouse" Smith e Cricket Wampler nel ruolo di Samantha "Giggles’"Finkman. Nel gennaio 2020 venne riportato che Appleby era stata sostituita da Jessalyn Gilsig, in modo da rendere il personaggio coetaneo a quello di Stamos.

### Riprese
Le riprese della prima stagione iniziarono nel novembre 2019 a Los Angeles. Nel marzo 2020 la produzione venne interrotta a causa della pandemia di COVID-19. La produzione riprese nei mesi seguenti, venendo interrotta tre volte a causa della pandemia. Le riprese terminarono nel febbraio 2021.

## Distribuzione
La serie ha debuttato il 16 aprile 2021 sulla piattaforma di video on demand Disney+, in tutti i paesi in cui il servizio è disponibile.

## Accoglienza
Sull'aggregatore di recensioni Rotten Tomatoes la serie ha un indice di gradimento del 78%, con un voto medio di 6.60 su 10 basato su 18 recensioni. Il commento del sito recita: "Big Shot fatica a trovare qualcosa di nuovo da dire, ma offre ottime interpretazioni, una natura dolce e, con un po' di perseveranza, potrebbe diventare uno show per il quale vale la pena tifare". Su Metacritic ha un voto medio di 65 su 100 basato su 11 recensioni.

## Cancellazione
Il 17 febbraio 2023, in seguito alla scarsa promozione della serie da parte di Disney +, e di conseguenza delle basse visualizzazioni, lo show viene ufficialmente cancellato.